# Химично равновесие
В химията химично равновесие е онова състояние на химичната реакция, при което скоростите на правата и на обратната реакция се изравняват, а концентрациите на реагиращите вещества остават постоянни за неопределено дълго време.

## Особености
Химичното равновесие не зависи от начина и пътя, по който се достига до него, а само от условията, при които се установява.
То е подвижно, защото ако се променят условията, равновесието ще се промени по посока на правата или обратната реакция.
Химичното равновесие е и динамично, защото концентрациите на реагиращите вещества си остават непроменени, а скоростите на правата и обратната реакция стават равни.

## Равновесна константа
Равновесната константа Kc е равна на съотношението между произведението на концентрациите на получените вещества спрямо произведението на концентрациите на изходните вещества, повдигнати на степен, равна на броя на моловете, с които веществата участват в химичната реакция.
Ако едно от реагиращите вещества се намира в твърдо агрегатно състояние, то неговата концентрация не се взима предвид.
Ако например въглеродният оксид (CO) се окисли и се получи въглероден диоксид (CO2), то уравнението ще е следното:
{\displaystyle 2CO+O_{2}\to 2CO_{2}}, а равновесната константа е равна на:
{\displaystyle K_{c}={\frac {C^{2}(CO_{2})}{C^{2}(CO)\times C(O_{2})}}}
Фактори, които влияят върху химичното равновесие:
- Влияние на температурата: При повишаване на температурата, равновесието се измества по посока на ендотермичната реакция и обратно.
- Влияние на концентрацията: Ако в една равновесна система се увеличи концентрацията на изходните вещества или се намали концентрацията на продуктите, равновесието се изтегля по посока на правата реакция и обратно.
- Влияние на налягането: При увеличаване на налягането над една равновесна система, равновесието се измества по посока на намаляване броя на моловете и обратно.